# Isla Vindicación
La isla Vindicación (en inglés: Vindication Island) es una pequeña isla deshabitada que integra el archipiélago de las Sandwich del Sur, en el mar del Scotia (o mar de las Antillas del Sur). Está situada a 3,7 km al oeste de la isla Candelaria, con la que forma el grupo Candelaria, estando ambas separadas por el canal Nelson.
La isla nunca fue habitada ni ocupada, y como el resto de las Sandwich del Sur es administrada por el Reino Unido que la hace parte del territorio británico de ultramar de las Islas Georgias del Sur y Sandwich del Sur, mientras que es reivindicada por la República Argentina, que la hace parte del departamento Islas del Atlántico Sur dentro de la provincia de Tierra del Fuego, Antártida e Islas del Atlántico Sur.

## Geografía
La isla es de forma pentagonal, con un ancho máximo de 2 km, y tiene una superficie de tan solo 5 km² los cuales se encuentran en su mayor parte libres de hielo.
El extremo sudeste es la punta Roquedal (Chinstrap en inglés), denominada así en 1971 debido a que es el lugar de una gran colonia de pingüinos barbijo (chinstrap penguin en inglés).
Se encuentra rodeada de islotes rocosos, tales como: roca Perfil, roca Sierra, roca Pantalón, roca Cook, roca Pólux, roca Castor, y roca Buda. En la isla se destacan la punta Baja, la punta Botón y la punta Conscripto Bernardi. Otros accidentes son el valle Leafvein, el valle Pothole y el acantilado Astilla.
Aunque la isla tiene un volcán, el pico Cuadrante, que alcanza los 427 m s. n. m., no hay signos de actividad volcánica por más de 10 000 años. Este pico fue denominado por el Comité de Topónimos Antárticos del Reino Unido (UK-APC) en 1971. De hecho la isla es el remanente erosionado de antiguos estratovolcanes y una de las pocas islas sin actividad volcánica reciente, pese a que el terreno posee cierto grado de calor.
La isla es prácticamente inaccesible debido a sus costas con acantilados y las rocas lindantes. El Derrotero Argentino del Servicio de Hidrografía Naval cita que «aún en el caso de desembarcar, es imposible internarse en la isla, pues los acantilados se convierten en una muralla insalvable de casi 80 metros de altura». A unos 700 metros de la costa este se encuentra el fondeadero Hércules nombrado así por la fragata argentina ARA Hércules durante su visita en 1952. Allí se erigió un monolito recordatorio.

## Historia y toponimia
La isla fue avistada el 2 de febrero de 1775 por la expedición de James Cook en su barco Resolution, quien en conjunto con la isla Candelaria la llamó Candlemas island por la fiesta de la Candelaria del santoral católico. En enero de 1820 el explorador ruso Fabian Gottlieb von Bellingshausen en el barco Vostok también la señaló como dos islas separadas.
En 1908 Carl Anton Larsen y luego también Wilhelm Filchner pensaron que las dos eran una única isla. Larsen desembarcó en la isla. Fue cartografiada en 1930 por personal del RRS Discovery II, tras lo cual fue denominada Vindication Island en vindicación de James Cook que la consideró como una isla separada. El nombre Candlemas (Candelaria) quedó para la isla mayor del grupo, pero también para denominarlas a las dos en conjunto.
Los primeros desembarcos en la isla fueron realizados en febrero de 1952 por personal de los barcos argentinos ARA Hércules y ARA Sarandí. Estos barcos recorrieron las costas de las Sandwich del Sur como parte de la denominada Operación Foca dentro de la campaña antártica argentina de 1951-1952.
Nuevos desembarcos fueron realizados por los barcos británicos RSS Shackleton en 1957 y por helicópteros del HMS Protector en 1962 y 1964. En 1997 el rompehielos británico HMS Endurance realizó una investigación geológica y biológica en el archipiélago. En 1998 personal del barco alemán R/V Polarstern permaneció tres días en la isla realizando investigaciones geológicas.